# Бергдиш, Закария
Закария́ Бергди́ш (араб. زكرياء بركديش‎; 7 января 1989, Компьень, Франция) — франко-марокканский футболист, защитник клуба «ББ Эрзурумспор».

## Клубная карьера
С 2004 года Закария играл на молодёжном уровне за «Страсбур», а позже за «Кретей». В 2009-м защитник подписал контракт с «Альфортвилем». В составе клуба за сезон Бергдиш провел 31 матч и забил 1 гол. С 2010 по 2013 год футболист защищал цвета «Ланса», после чего перебрался в испанский «Реал Вальядолид».

## Карьера в сборной
В 2011 году Бергдиш привлекался в ряды олимпийской сборной Марокко, в составе которой провел 8 матчей. В 2012-м дебютировал в матчах национальной команды.